# Dent Island (Australien)

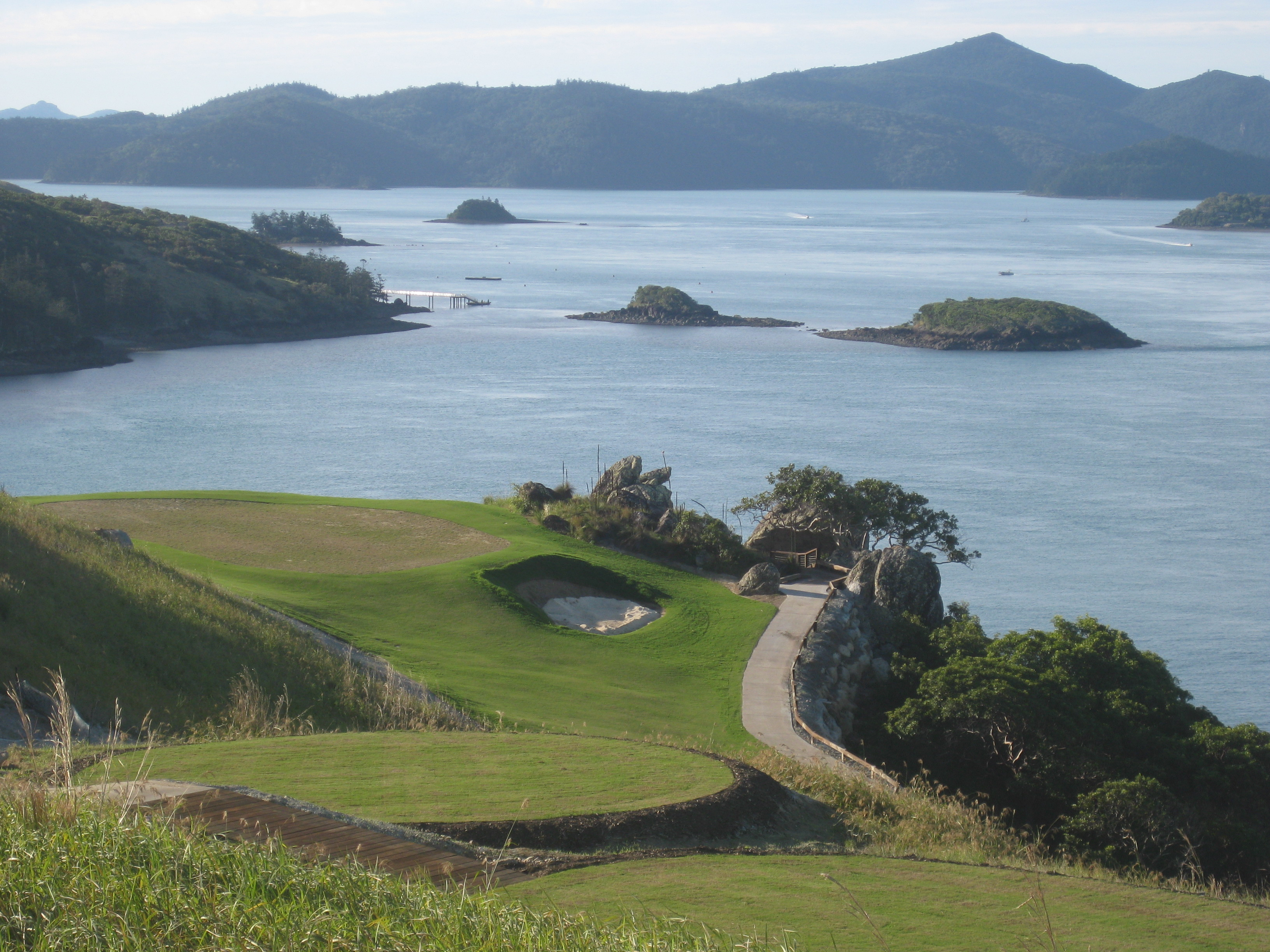
Hamilton Island, hier Ausblick vom Golfclub

Dent Island, auch Hamilton West genannt, ist eine bewohnte Insel der Whitsunday Islands, die aus 74 Inseln bestehen. Sie liegt westlich von Hamilton Island vor der Küste von Queensland, Australien.

## Entdeckung
Die Insel wurde 1866 von der britischen Royal Navy entdeckt als Commander G. S. Nares auf der Suche nach einer nördlichen Durchfahrt durch das Seegebiet der Whitsundays Islands fuhr. Zuvor wurde die Dent Island für einen Teil der größeren Hamilton Island gehalten, die 800 Meter im Osten getrennt durch die Dent Passage liegt. Nares benannte die Insel nach dem Schiffsoffizier Albert Dent auf der HMS Salamander. 

## Touristische Informationen
Die Insel wird häufig von Tagesausflüglern besucht, die von der nahe gelegenen Hamilton Island anreisen. Auf der Insel befindet sich ein Nationalpark und der Hamilton Island Golf Club, der seit August 2009 geöffnet ist. Der Golfkurs hat 18 Löcher und ist der einzige Golfplatz von den Inseln Australiens auf dem Championships ausgetragen werden. Im Jahre 1879 wurde auf der Insel der erste Leuchtturm in diesem Seegebiet gebaut. Seit 1981 wird das Leuchtmittel durch Solarenergie erzeugt und seit 1987 gibt es dort keinen Leuchtturmwärter mehr.

## Weitere Dent Islands
Eine weitere Insel, die Dent Island genannt wird, befindet sich in Queensland am Proserpine River, die nach dem 33 Tonnendampfer Ada Dent benannt ist, der vor der Lady Elliot Island am 21. Juni 1907 sank. In Neuseeland gibt es eine weitere Insel namens Dent Island. Es handelt sich um eine steil aus dem Meer herausragenden Felseninsel, die zu Campbell Island im südlichen Pazifischen Ozean gezählt wird und ein Teil der subantarktischen New Zealand Offshore Islands sind.